# Camilla Mancini
Camilla Mancini (née le 10 janvier 1994 à Rome) est une escrimeuse italienne, dont l'arme de prédilection est le fleuret.
En 2013, elle remporte le titre de championne du monde junior à Poreč. Le 24 juillet 2017, pour sa première participation aux mondiaux, elle remporte le titre par équipes, lors des Championnats du monde à Leipzig. Peu auparavant elle avait également remporté le titre par équipes européen 2017. Elle est à nouveau médaille d'or par équipes lors des Championnats d'Europe d'escrime 2018.
Originaire de Frascati, elle est lieutenant dans la Garde des finances italienne (Fiamme Gialle).